# Розмив

Розми́в (рос. размыв, англ. wash-out, erosion; нім. Auswaschen n) — процес відокремлення водою частинок ґрунту та транспортування їх на певну відстань від загального масиву у вигляді гідросуміші.

## Класифікація розмивів
Розмив може бути:
- б е з н а п і р н и м (ерозійним), коли частинки ґрунту відриваються від русла (ложа) енергією самопливного відкритого потоку,
- з е м л е с о с н и м, коли під водою поблизу від поверхні ґрунту, який розробляється, розташовано приймальний отвір всмоктуючої труби землесоса, що створює умови для всмоктування частинок ґрунту разом з водою,
- н а п і р н и м (гідромоніторним), коли руйнування ґрунту та утворення гідросуміші здійснюється за допомогою водяного струменя, що під великим напором (з великою швидкістю) вилітає з насадки ствола гідромонітора.